# Črešnjevec pri Oštrcu
Črešnjevec pri Oštrcu je naselje v Občini Kostanjevica na Krki.